# Peter Whitehead
Peter Nield Whitehead (Menston, Reino Unido, 12 de noviembre de 1914-Lasalle, Francia, 21 de septiembre de 1958) fue un piloto de automovilismo británico. En Fórmula 1 disputó 12 Grandes Premios y obtuvo un podio. Ganó las 24 Horas de Le Mans de 1951, junto a Peter Walker.
Murió en el Tour de Francia Automovilístico de 1958.

## Resultados

### Fórmula 1
(Clave) (negrita indica pole position) (cursiva indica vuelta rápida)

| Año     | Escudería        | 1       | 2       | 3   | 4       | 5       | 6     | 7       | 8       | 9   | Pos. | Puntos |
| ------- | ---------------- | ------- | ------- | --- | ------- | ------- | ----- | ------- | ------- | --- | ---- | ------ |
| 1950    | Peter Whitehead  | GBR     | MON DNS | 500 |         | BEL     | FRA 3 | ITA 7   |         |     | 9.º  | 4      |
| 1950    | Scuderia Ferrari |         |         |     | SUI DNP |         |       |         |         |     | 9.º  | 4      |
| 1951    | Peter Whitehead  | SUI Ret | 500     | BEL | FRA Ret |         | GER   | ITA Ret | ESP DNP |     | NC   | 0      |
| 1951    | G A Vandervell   |         |         |     |         | GBR 9   |       |         |         |     | NC   | 0      |
| 1952    | Peter Whitehead  | SUI     | 500     | BEL | FRA Ret | GBR 10  | GER   | NED     | ITA DNQ |     | NC   | 0      |
| 1953    | Atlantic Stable  | ARG     | 500     | NED | BEL     | FRA     | GBR 9 | GER     | SUI     | ITA | NC   | 0      |
| 1954    | Peter Whitehead  | ARG     | 500     | BEL | FRA     | GBR Ret | GER   | SUI     | ITA     | ESP | NC   | 0      |
| Fuente: |                  |         |         |     |         |         |       |         |         |     |      |        |

### 24 Horas de Le Mans
| Año     | Equipo           | Copilotos        | Automóvil         | Clase | Vueltas | Pos. | Pos. Clase |
| ------- | ---------------- | ---------------- | ----------------- | ----- | ------- | ---- | ---------- |
| 1950    | P.C.D. Walker    | John Marshall    | Jaguar XK120      | S 5.0 | 225     | 15.º | 8.º        |
| 1951    | Peter Walker     | Peter Walker     | Jaguar C-Type     | S 5.0 | 267     | 1.º  | 1.º        |
| 1952    | Jaguar Ltd.      | Ian Stewart      | Jaguar C-Type     | S 5.0 |         | DNF  | DNF        |
| 1953    | Jaguar Cars Ltd. | Ian Stewart      | Jaguar C-Type     | S 5.0 | 297     | 4.º  | 3.º        |
| 1954    | Jaguar Cars Ltd. | Ken Wharton      | Jaguar D-Type     | S 5.0 | 131     | DNF  | DNF        |
| 1955    | Cooper Cars Co   | Graham Whitehead | Cooper T38-Jaguar | S 5.0 | 36      | DNF  | DNF        |
| 1957    | D. Brown         | Graham Whitehead | Aston Martin DBR2 | S 5.0 | 81      | DNF  | DNF        |
| 1958    | A.G. Whitehead   | Graham Whitehead | Aston Martin DB3S | S 3.0 | 293     | 2.º  | 2.º        |
| Fuente: |                  |                  |                   |       |         |      |            |